# Клеопатра IV
Клеопатра IV (*Κλεοπάτρα, бл.138 до н. е. — 112 до н. е.) — цариця та співволодарка Єгипту у 116–115 роках до н. е.

## Життєпис
Походила з роду Птолемеїв. Донька Птолемея VIII та Клеопатри III. Про дитинство немає відомостей. У 119 або 118 році до н. е. вийшла заміж за свого рідного брата Птолемея Латіра. За деякими відомостями мала від нього одного або двох синів, але, ймовірно, вони померли малими. До 116 року до н. е. разом з чоловіком мешкала на Кіпрі.
У 116 Птолемей Латір стає царем Єгипту разом з Клеопатрою.
У 115 Клеопатра III змусила сина розлучитися з Клеопатрою IV. Після цього остання вимушена була залишити Єгипет. Деякий час вона знову мешкала на Кіпрі.
У 114 до н. е. вона одружилася з представником Селевкидів — Антіохом IX. Клеопатра намагалася допомогти чоловікові здолати іншого претендента на сирійський трон — Антіоха VIII. Для цього переконала колишнього чоловіка й брата Птолемея IX спрямувати до Сирії свої війська. Втім у 112 році до н. е. потрапила в полон до Антіоха VIII. За наполяганням своєї рідної сестри та дружини останнього Клеопатри Трифени була вбита у храмі Аполлона у м. Антіохія.

## Родина
1. Чоловік — Птолемей IX, цар Єгипту
У шлюбі народився, як мінімум, один син.
2. Чоловік — Антіох IX Кізікський, цар Сирії
Діти:
- Антіох